# Храм Преображења Господњег у Бањој Луци
Храм Преображења Господњег, познат и као Руско-српски храм или Српско-руски храм, православни је храм који припада Епархији бањалучкој Српске православне цркве (СПЦ). Налази се у граду Бања Лука, у Републици Српској, Босна и Херцеговина. Руски архитекти из московског архитектонског института у потпуности су припремили нацрт руско-српског храма у Бања Луци.

## Историја
Развој пројекта започет је благословом Епископа бањалучког г. Јефрема у августу 2017. године. У срцу Бањалуке (на тргу у насељу Алеја центар на Бањалучком пољу) гради се српско-руски православни храм и тако је отпочета са реализацијом идеје стара скоро стотину година, у част руске царске породице Романов. Темеље су освештали Његово преосвештенство владика бањалучки Јефрем, викар московског патријарха архиепископ јегоревски Матеј, владика сремски Василије и умировљени владика зворничко-тузлански Василије. Освештањем темеља је отпочела реализација стогодишње идеје и благосиљан је почетак градње.

## Унутрашњост храма
У храму ће бити три олтара: Преображења Господњег, Светих Симеона Мироточивог и Саве и Светих Царских страстотерпаца. На састанку са архитектама из Москве, владика Јефрем је истакао да, упркос чињеници да је идеја о изградњи ове цркве у Бањој Луци стара скоро 100 година, сада је добила посебно значење, јер је храм посвећен сећању на Светог цара Николаја II и његову породицу на 100-годишњицу мучеништва царске породице.

## Српско-руски културни центар
Поред српско-руског храма, на тргу у насељу Алеја центар ће се градити и српско-руски културни центар, а овим верским и културним комплексом (на земљишту површине од 6.500 квадратних метара) управљала би бањалучка епархија. Изградња православног храма и српско-руског културног центра у срцу Бањалуке сигурно ће допринети даљем учвршћивању духовних и културних везе и блискости српског и руског народа које имају историју дугу много векова. Српски и руски народ су вековима један према другом гајила најискренија братска осећања, а и њихове владајуће  династије прискакали су једне другима у помоћ, нарочито у временима када је неки од ова два народа био у тешком положају. То је било најизразитије када је руски народ био под монголско-татарским јармом (српска владарска породица Немањића својим повељама богато је даривала руске манастире на Светој Гори, којима је изостајала помоћ из отаџбине), а српски народ у турском ропству (руски цареви помагали су опстанак српских манастира, а нарочито светогорски Хиландар, те имали велику улогу у избављењу српског народа из турског ропства). Током векова, многи српски и руски добровољци прискакали су једни другима у помоћ у тешким ратним временима.
Сусрет једног руског духовника и српског принца Растка – трећег сина Стефана Немањића пре више од осам столећа, те њихов одлазак (1185. године) на Атос где се српски принц замонашио у руском светогорском манастиру Свети Пантелејмон (Русик), предодредио је српско-руске односе и блиске везе ова два братска словенска народа. Томе је допринело исто словенско порекло, сличност језика и везаност за православље.